# بیومارس
بیومارس (به انگلیسی: Beaumaris، تلفظ: ‎/b[invalid input: 'ju:']ˈmærɪs/‎; ویلزی: Biwmares [bɪuˈmɑ:rɛs]) یک شهرک در ولز است که در انگلسی واقع شده‌است. بیومارس ۱٬۹۳۸ نفر جمعیت دارد.

## نگارخانه

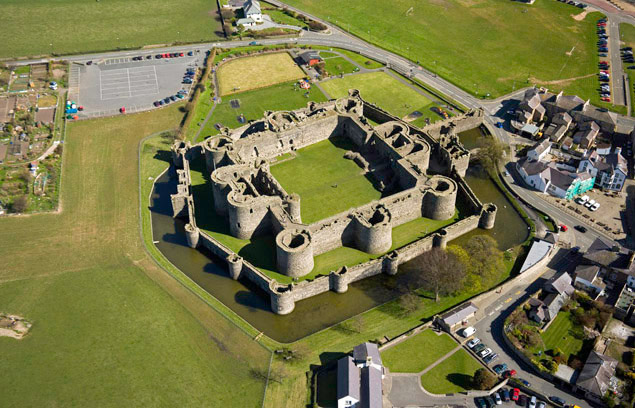
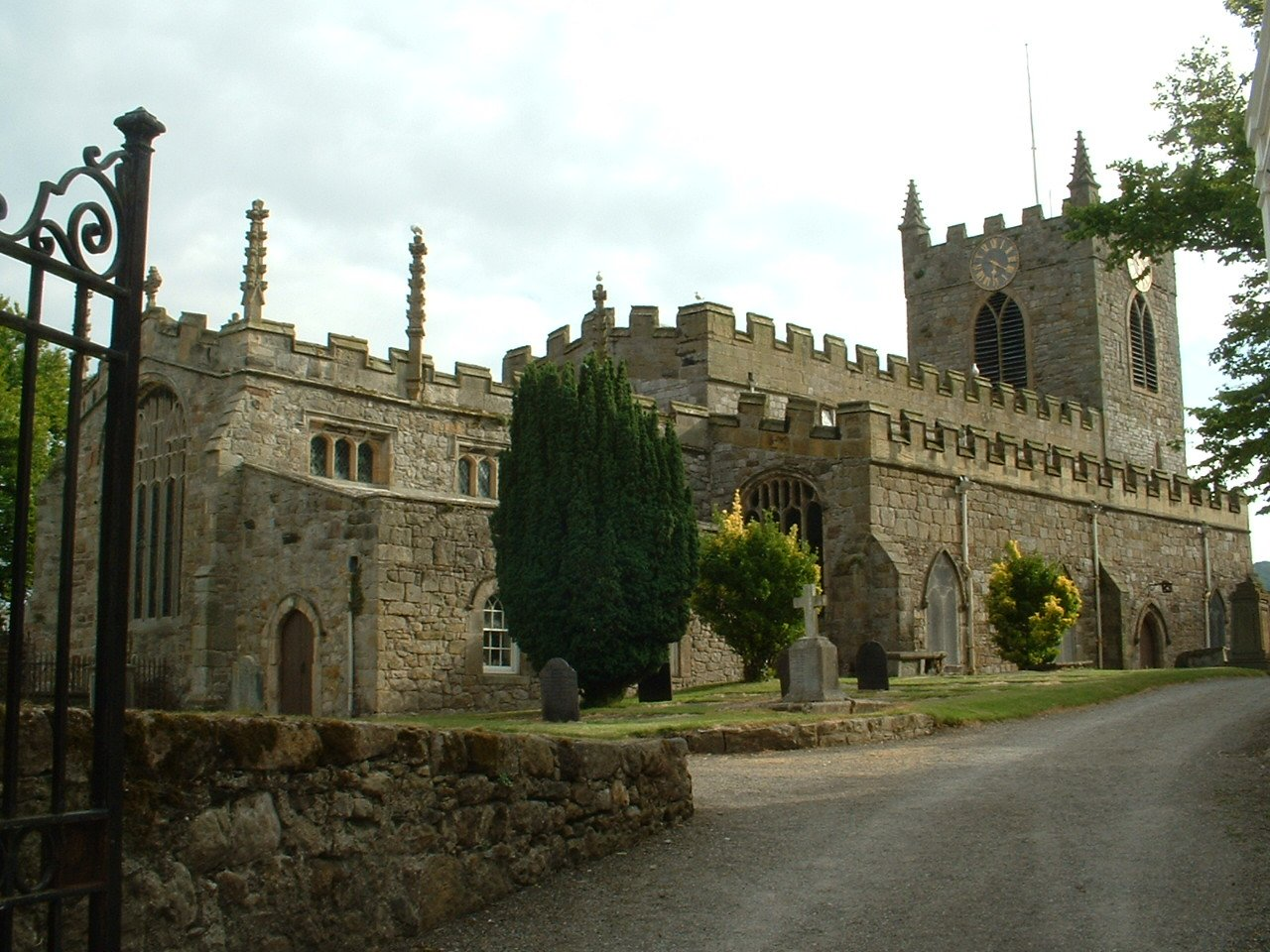